# پشمیسواف استیپا
پشمیسواف استیپا (لهستانی: Przemysław Stippa؛‏تلفظ لهستانی: [pʂɛˈmɨswaf]؛ ‏ زادهٔ ۲۲ آوریل ۱۹۸۱) بازیگر و صداپیشه اهل لهستان است.
از فیلم‌ها یا مجموعه‌های تلویزیونی که وی در آن‌ها نقش داشته است، می‌توان به کارگزار من، رنگ‌های خوشبختی، خانه کشیش، مادران، حالا یا هرگز!، هتل ۵۲، کمیسر آلکس، تاج پادشاهان، دختران جنگ و کلبه جنگلی اشاره نمود.